# Дубовая роща (группа)
«Дубо́вая ро́ща» — советская и российская рок-группа (полное название: арт-группа Творческое объединение «Дубовая роща № 6/17 ХО») из Барнаула. Основана 4 декабря 1989 года. Кроме музыки участники коллектива (совместно и индивидуально) занимаются различными видами творческой деятельности в области литературы, журналистики, живописи, театра, современных синкретических форм.

## История коллектива и особенности стиля

#### Характеристика музыкального звучания и поведения на сцене
С первых же выступлений «Дубовой рощи» проявились основные черты эстетики коллектива: тяга музыкантов к театрализации концертов, жонглирование музыкальными, поэтическими и пропагандистскими штампами, ирония «над зрителями, критиками, самими собой, музыкой вообще».

### История группы
Первый состав «ДР»: Владислав Сухачёв — вокал, Виктор Кемпф — гитара, детский металлофон; Вадим Вязанцев — электробалалайка, туба, блокфлейта; Иван Бунин — бас; Наталья Индюкова — рояль; Алексей Болгов — барабаны. Постоянными участниками «шоу-балета» были Алексей Коростелёв и Владимир Гриценко.
Группа выступила на главных барнаульских фестивалях 90-х гг.: «Рок-сессия» (первые четыре в 1991—1993 гг., затем 1999—2000 гг.), «За Науку рок-н-ролл» (1994—1995), «Контраданс» I—IV (1995—1997), давала собственные концерты-спектакли.
«Дубовая роща» предлагала различные неожиданные и абсурдные, а порою и провокационные, решения театрализованного сопровождения рок-концертов. Например, на фестивале «Рок-сессия-93» солист «ДР» «исполнял вокальные партии в костюме крысы, сидя в мусорном баке, специально принесённом с улицы», на концерте, посвящённом 5-летию «ДР» над сценой и зрителями на стропах лазил настоящий альпинист, на выступлении в августе 1998 г. из картонных коробок была построена пирамида, символизирующая курс доллара (тогда — 9,5 рублей), а затем разрушена, и т. д.
В краевой газете «Свободный курс» была дана следующая характеристика группы: «Дубовая роща N 6/17X0» — уникальное явление на алтайской (и, пожалуй, не только) рок-сцене. Так прикалываться, как «дубовики», у нас не умеет никто. И «Дубовая роща» поёт со сцены всякую чепуху, но такими высокопарными выражениями, а их музыка настолько великолепно сыграна и преисполнена такого драматизма, что удержаться от смеха просто невозможно".
Наиболее значимым магнитоальбомом «ДР» считается альбом «In Pops» 1993 г.
Постепенно происходила ротация состава. В 1993 г. в группу пришёл кларнетист Олег Московкин. В 1994 г. вместо ушедшего в тележурналистику Сухачёва вокалистом стал Николай Лазовский (впоследствии — хормейстер Хоровой капеллы АлтГУ). Ещё одной вокалисткой стала Ирина Чёрная, работавшая параллельно в фольклорном коллективе «Беседушка». Место за роялем заняла Юлия Герович, за барабанами — Влад Простеев, бас-гитаристом стал Сергей Земляков.
Комичный случай произошёл с «ДР» в 1997 г. После выступления группы на фестивале «Молодёжь против наркотиков» (с. Павловск) она была запрещена на территории Павловского района Алтайского края.
Кроме барнаульских площадок с конца 90-х гг. «Дубовая роща» неоднократно выступала в Новосибирске и Академгородке (клубы «888», «Юла», «Rock city», «Пятёрка», фестиваль «Маёвка» во дворе гл. здания НГУ и т. д.), Бийске (ДК БОЗ, к\т «Алтай» и т. д.), на фестивалях в Горном Алтае.
С конца 90-х гг. в группе появляется духовая секция, в составе которой в разное время играли Константин Чепурнов (тромбон), Матвей Байдиков (труба), Олег Гильфанд (саксофон), Михаил Галкин (туба). С 1997 г. к «ДР» присоединяется барабанщик Владимир Меркушев, который играл ещё в барнаульских ВИА 60-х гг. Позже в «ДР» приходят баянист Иван Говорухин (позднее — бас-гитарист группы) и гитарист Александр Савиных (ныне выступает как бас-гитарист в группе «Пелагея»). С 1996 г. расширяется состав шоу-балета, который теперь называется «Дубы-пердуны». К нему присоединяются Юрий Звягинцев, Андрей Никитин, Владислав Вязанцев, камерунец Жоэль «Толик» Тчуиссе и два мозамбикских аспиранта АлтГТУ — Томаш «Ричард» Массинге и Мануэль «Лазарь» Шиссику.
В феврале 2000 г «Дубовая роща» помпезно отметила 10-летие концертом-спектаклем «Разъюбилейный хит-парад на Красной площади» с участием картонной бронетехники, водолазных и аэрокосмических войск и показательным боем картонного танка с картонным же самолётом. Другие значимые концерты: Первомайская демонстрация на фестивале «Дни Энергии»-2000, Л. И. Брежневу — 95 лет, рок-мост «Барнаул-Новосибирск» (2001), День музыканта, Байк-шоу (2002), выступление на фестивале «Сибирский шестиструнный андеграунд» (2003). Большим спектаклем «Айболит-шоу: день открытых дверей в дурдоме» было отмечено 15-летие творческого объединения.
Также «ДР» выступала на распространённых тогда концертах-трибьютах, посвящённых творчеству различных исполнителей от Beatles до Цоя. С 2007 г. группа не выступала и возобновила концертную деятельность только в 2010 г.
В апреле 2012 г. закончен и презентован первый полноценный студийный альбом «Дубовой рощи» под названием «DEMO собачье».

## Дискография

### Студийный альбом
- 2012 / «DEMO собачье»

### Магнитоальбомы
- 1989 / «Купи мне, мама, батискаф»

###### 1990/«То вечность волнуется рядом»
- 1990 / «Жидкие яблоки»
- 1991 / «Вторая жопа»
- 1991 / «Пописим вместе!» (1999)
- 1992 / Сюита из музыки к опере «Филиппок»
- 1993 / «In pops» (1999)
- 1996 / «Трэкерные ошмётки»
- 1999 / «In ass»

Специально для бийских гастролей «ДР» (1999) Евгений Колбашев записал кассеты трёх видов — «In Rock» (материал с «Пописим вместе!», 1991), «In Pops» (1993) и «In Ass».

### Концертные альбомы
- 1992 / «Сверкающий вакуум» — сольный концерт в Студклубе АГУ 10 апреля 1991 г.
- 2000 / «Хит-парад на Красной площиди» — 10-летие «ДР», клуб «Мельница», 26 февраля 2000 г.

### Отдельные песни, записанные в студии
- 1998 / «Гимн Алтайской федерации пентикса»
- 2000 / «Трусы в горошек — 1987»
- 2018 / «Верните радугу!»

## Проекты «ДР»
Под брендом «Виртуозы Барнаула» в 1998—2003 гг. «Дубовая роща» совместно с Евгением Колбашевым и Константином Семёновым (DJ 7on/off)
провела ряд перформансов: «Гипервиниловая вечеринка в стиле СЭВ», «Цветы и песни Сан-Ремо», «Хинди руси бхай-бхай»,
«Свержение татаро-монгольского ига на Алтае», «Црна мачка бели мачор» и др.

## Алтайская федерация пентикса
С 1995 по 2000 гг. длился арт-проект «Дубовой рощи», называвшийся «Алтайская федерация пентикса» — пародия на спортивные соревнования.

## Общественные акции / шествия
«Дубовая роща» совместно с Евгением Колбашевым в апреле 1999 года организовала фестиваль протеста против бомбардировок Югославии «АнтиНАТО: песмом против
рата».
Выступление «ДР» 1 мая 2000 года на фестивале «Дни Энергии» в Горном Алтае вылилось в массовое шествие зрителей под заранее приготовленными лозунгами «Маю — май!», «Первая — мая, вторая — чужая», «1 Мая — курица хромая!», «Плисецкая — тоже Майя!» и т. д. Участники несли портреты «членов Политбюро» и скандировали абсурдные «праздничные призывы», выкрикиваемые со сцены шоу-балетом «ДР».
В рамках празднования Дня Барнаула «ДР» провела несколько запоминающихся шествий по проспекту Ленина — главной улицы города: в сентябре 2000 года -
лыжный пробег по асфальту, в сентябре 2001 года — «водный заплыв» (прохождение проспекта в ластах с вёслами и лодками), в августе 2005 года -
демонстрацию под лозунгами «Белке и Стрелке — достойную старость», «Киркоров — чмошный клингон», «Космические твари — твари» и т. д.

## Живопись
С 1990 года члены арт-группы занимаются живописью. Картины, выполненные акварелью (или комбинированной техникой акварель + цветной карандаш) создаются, в основном, совместно несколькими участниками. «Дубовая роща» с 1994 года неоднократно экспонировала свои работы в различных выставочных залах Барнаула. Большинство сохранившихся картин написаны в 1993—1997 гг. Последняя на сегодняшний день выставка «ДР» прошла в 2008 г. в галерее «Открытое небо».
В 2000-х гг. участники «ДР» экспериментировали с компьютерной графикой, имитируя акварельную технику.